# Sándor Endrődi

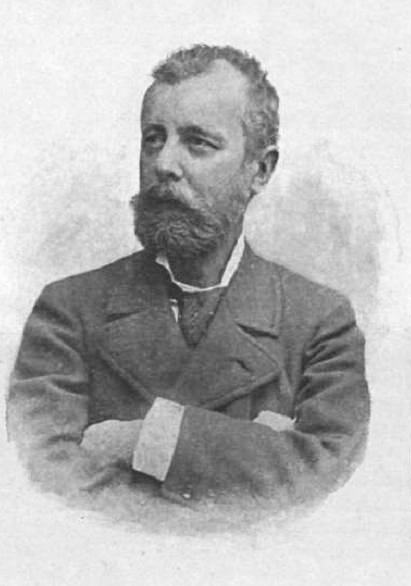
Sándor Endrődi.

Sándor Endrődi, född 16 januari 1850, död 7 november 1920, var en ungersk poet.
Endrődi var 1878–1892 realskolelärare i Nagyvárad, därefter sekreterare i deputeradekammaren. Hans omfattande lyriska författarskap kännetecknas av en rik känsloskala och uttrycksfull stil. Han utgav även översättningar såsom av Heinrich Heine samt noveller och litteraturhistoriska arbeten.